# جون ديفيس (مجدف)
جون ديفيس (بالإنجليزية: John Davis)‏ هو مجدف أمريكي، ولد في 18 يونيو 1929 في سانتا مونيكا في الولايات المتحدة، وتوفي في مارس 2017.

## وصلات خارجية
- جون ديفيس على موقع الاتحاد الدولي للتجديف (الإنجليزية)
- جون ديفيس على موقع أوليمبيديا (الإنجليزية)